# Pučanka
Pučanka je vápencový vrch vysoký 616 metrů u obce Hejná v oblasti Sušicko-horažďovických vápenců asi 4,5 km jihozápadně od Horažďovic v okrese Klatovy.
Na hřbetě a části úbočí se rozkládá přírodní rezervace Pučanka o rozloze 24,7 ha chránící bukový les a vzácnou květenu. Roste tu mj. okrotice bílá (Cephalanthera damasonium), okrotice červená (Cephalanthera rubra), vemeník dvoulistý (Platanthera bifolia), kruštík tmavočervený (Epipactis atrorubens), hlístník hnízdák (Neottia nidus-avis), hořeček nahořklý (Gentianella amarella), hořec brvitý (Gentianopsis ciliata), vratička měsíční (Botrychium lunaria), oman vrbolistý (Inula salicina), bělozářka větvitá (Anthericum ramosum), zimostrázek alpský (Polygala chamaebuxus), prorostlík srpovitý (Bupleurum falcatum), hladýš širolistý (Laserpitium latifolium), lilie zlatohlavá (Lilium martagon) a mnohé další. Výskyt tořiče hmyzonosného (Ophrys insectifera) nebyl již velkou řadu let potvrzen. Geologický podklad tvoří krystalické vápence, nadmořská výška celé lokality činí 520–616 metrů. Rezervace byla vyhlášena 23. října 1948.
Na nedalekém vrchu Kozníku rostl ještě ve třicátých letech 20. století střevíčník pantoflíček, jako na jediné lokalitě v celých jihozápadních Čechách.